# Maseròlas (Charente)
Maseròlas (en francès Mazerolles) és un municipi francès situat al departament del Charente i a la regió de la Nova Aquitània. L'any 2007 tenia 326 habitants.

## Demografia

### Població
El 2007 la població de fet de Mazerolles era de 326 persones. Hi havia 148 famílies de les quals 44 eren unipersonals (24 homes vivint sols i 20 dones vivint soles), 56 parelles sense fills, 44 parelles amb fills i 4 famílies monoparentals amb fills.
La població ha evolucionat segons el següent gràfic:
Habitants censats

### Habitatges
El 2007 hi havia 191 habitatges, 147 eren l'habitatge principal de la família, 30 eren segones residències i 14 estaven desocupats. 182 eren cases i 8 eren apartaments. Dels 147 habitatges principals, 130 estaven ocupats pels seus propietaris, 15 estaven llogats i ocupats pels llogaters i 2 estaven cedits a títol gratuït; 2 tenien una cambra, 9 en tenien dues, 23 en tenien tres, 56 en tenien quatre i 58 en tenien cinc o més. 94 habitatges disposaven pel capbaix d'una plaça de pàrquing. A 70 habitatges hi havia un automòbil i a 65 n'hi havia dos o més.

### Piràmide de població
La piràmide de població per edats i sexe el 2009 era:
| Homes | Edats   | Dones |
| ----- | ------- | ----- |
| 0     | 95 o +  | 0     |
| 0     | 90 a 94 | 4     |
| 8     | 85 a 89 | 0     |
| 4     | 80 a 84 | 4     |
| 0     | 75 a 79 | 16    |
| 12    | 70 a 74 | 8     |
| 16    | 65 a 69 | 12    |
| 8     | 60 a 64 | 16    |
| 4     | 55 a 59 | 8     |
| 12    | 50 a 54 | 4     |
| 4     | 45 a 49 | 8     |
| 16    | 40 a 44 | 12    |
| 16    | 35 a 39 | 8     |
| 8     | 30 a 34 | 0     |
| 12    | 25 a 29 | 16    |
| 4     | 20 a 24 | 4     |
| 4     | 15 a 19 | 4     |
| 12    | 10 a 14 | 0     |
| 8     | 5 a 9   | 12    |
| 0     | 0 a 4   | 8     |

## Economia
El 2007 la població en edat de treballar era de 210 persones, 130 eren actives i 80 eren inactives. De les 130 persones actives 122 estaven ocupades (73 homes i 49 dones) i 8 estaven aturades (3 homes i 5 dones). De les 80 persones inactives 35 estaven jubilades, 19 estaven estudiant i 26 estaven classificades com a «altres inactius».

### Ingressos
El 2009 a Mazerolles hi havia 154 unitats fiscals que integraven 333,5 persones, la mediana anual d'ingressos fiscals per persona era de 14.609 €.

### Activitats econòmiques
Dels 12 establiments que hi havia el 2007, 4 eren d'empreses de construcció, 1 d'una empresa de comerç i reparació d'automòbils, 1 d'una empresa financera, 1 d'una empresa immobiliària, 4 d'empreses de serveis i 1 d'una empresa classificada com a «altres activitats de serveis».
Dels 4 establiments de servei als particulars que hi havia el 2009, 1 era un paleta, 2 electricistes i 1 agència immobiliària.
L'any 2000 a Mazerolles hi havia 30 explotacions agrícoles que ocupaven un total de 930 hectàrees.

## Equipaments sanitaris i escolars
El 2009 hi havia una escola elemental integrada dins d'un grup escolar amb les comunes properes formant una escola dispersa.

## Poblacions més properes
El següent diagrama mostra les poblacions més properes.